# Alison Krauss
Alison Maria Krauss, född 23 juli 1971 i Decatur i Illinois, är en amerikansk countrysångerska och violinist. Hon hade per 2021 tilldelats näst flest Grammy-priser än någon annan kvinnlig artist i historien. Under större delen av sin karriär har hon spelat med gruppen Union Station.
Hon föddes i Decatur men växte upp i Champaign i Illinois.
Krauss gav år 2007 ut albumet Raising Sand tillsammans med Led Zeppelins sångare Robert Plant. Albumet gästas av stora namn som T Bone Burnett (som även producerat skivan) och Mike Seeger.

## Diskografi
Soloalbum
- 1985 – Different Strokes
- 1987 – Too Late to Cry
- 1990 – I've Got That Old Feeling
- 1999 – Forget About It

Med Union Station
- 1989 – Two Highways
- 1992 – Every Time You Say Goodbye
- 1997 – So Long So Wrong
- 2001 – New Favorite
- 2004 – Lonely Runs Both Ways
- 2011 – Paper Airplane

Samarbete med andra artister
- 1994 – I Know Who Holds Tomorrow (med The Cox Family)
- 2007 – Raising Sand (med Robert Plant)

Livealbum
- 2002 – Live

Samlingsalbum
- 1995 – Now That I've Found You: A Collection
- 2005 – Home on the Highways: Band Picked Favorites
- 2007 – A Hundred Miles or More: A Collection
- 2009 – Essential Alison Krauss